# Riserva indiana di Lake Traverse
La riserva indiana di Lake Traverse è occupata dagli Sisseton Wahpeton Oyate, un sottogruppo appartenente alla tribù dei Santee Dakota, riconosciuto a livello federale. La maggior parte della riserva copre parti di cinque contee nel nord-est del Dakota del Sud, mentre parti più piccole si trovano in due contee nel sud-est del Dakota del Nord.
Al censimento del 2000 risultavano 10 408 abitanti nella riserva. Circa un terzo dei suoi abitanti si identifica come nativo americano. La sua comunità più grande è la città di Sisseton, nel Dakota del Sud. Gestisce un college tribale, il Sisseton-Wahpeton Community College.